# Camelomorpha
Camelomorpha – wymarły rodzaj chrząszczy z rodziny nakwiatkowatych i podrodziny Macratriinae, jedyny z monotypowego plemienia Camelomorphini. Obejmuje tylko jeden wczesnokredowy gatunek, C. longicervix, którego inkluzje znaleziono w bursztynie libańskim.

## Taksonomia
Rodzaj i jego gatunek typowy opisane zostały po raz pierwszy w 2008 roku przez Aleksandra Kirejczuka, Dany’ego Azara i Dmitrego Telnova na łamach czasopisma „Alavesia”. Opisu dokonano na podstawie inkluzji pojedynczego okazu w bursztynie libańskim, datowanej na późny barrem lub wczesny apt w kredzie. Odnaleziono ją w Mdejridż w okolicy Hammany w muhafazie Dżabal Lubnan w Libanie. Nazwa rodzajowa oznacza „wielbłądokształna”, a epitet gatunkowy „długoszyja”.

## Morfologia
Chrząszcz o wydłużonym, z wierzchu i od spodu stosunkowo wypukłym ciele długości 2,3 mm, szerokości 0,7 mm i wysokości 0,6 mm. 
Głowa osadzona była na długiej, zakrzywionej, mniej więcej tak długiej jak przedbiodrowe przedpiersie, wychodzącej z przemieszczonego dobrzusznie otworu przedtułowia szyi przywodzącej na myśl tą wielbłądzią. Oczy zajmowały podobną powierzchnię w widoku górnym i spodnim. Dość długie czułki budowało 11 członów, z których trzy ostatnie były raczej długie, w tym ostatni prawie walcowaty i półtorakrotnie dłuższy niż dziesiąty. Nieco szersza niż dłuższa warga górna miała prawie kwadratowy zarys. Wierzchołki żuwaczek były tęgie i dwuzębne. Głaszczki szczękowe odznaczały się prawie trójkątnym członem drugim, niemal poprzecznie owalnym członem trzecim oraz podługowato-owalnym członem czwartym z owalnym pólkiem czuciowym w części zewnętrzno-wierzchołkowej. Warga dolna miała prawie trapezowatą bródkę.
Półtorakrotnie dłuższe niż szerokie przedplecze zwężało się od nasady, a potem delikanie rozszerzało ku szeroko zaokrąglonym przednim kątom. Niemal dwukrotnie dłuższa niż szersza tarczka miała szeroko zaokrąglony kąt tylny. Pokrywy były długie, o odciętych linią epipleurach. W przedniej części boki pokryw podginały się na spód, a dalej stopniowo stawały coraz bardziej pionowe, aż do stromo opadających. W nasadowej ⅓ wyraźne były pod barkami bruzdy paralateralne. Przedpiersie miało część przedbiodrową nieco krótszą niż prawie trójkątne i prawie się stykające biodra przedniej pary. Biodra środkowej pary rozstawione były na odległość mniejszą niż szerokość członu biczyka, a tylnej pary mogły się nawet stykać ze sobą. Zapiersie było trzykrotnie dłuższe od śródpiersia, miało przed biodrami podłużne wgłębienie i wyraźne, łukowate linie przedbiodrowe. Dość cienkie i bardzo długie odnóża miały wąskie kętarze, nieco ponaddwukrotnie szersze od goleni uda, same golenie bardzo delikatnie zakrzywione i zwieńczone dość długą i cienką ostrogą, a stopy dość długie, czteroczłonowe, zwieńczone pazurkami o wyraźnych ząbkach nasadowych. Przednia para stóp była trochę szersza niż pozostałe.
Odwłok miał pierwszy z widocznych sternitów tak długi jak przednie biodro, punktowany.

## Paleoekologia
Chrząszcz ten zasiedlał gęste, cieniste lasy porastające północno-wschodnią część Gondwany. Cechowała je bardzo wysoka wilgotność. Lasy te leżały w strefie tropikalnej lub subtropikalnej, a występujący w nich klimat rekonstruuje się jako umiarkowany do gorącego. Pory roku były w nim słabo wyrażone, o czym świadczą kiepsko widoczne słoje przyrostu rocznego w skamieniałościach drewna. Bursztyn libański dostarczył licznych skamieniałości zwierząt, zwłaszcza stawonogów, zasiedlających owe lasy (zobacz: fauna bursztynu libańskiego). Większość odnaleziono na tym samym stanowisku co Camelomorpha (Mdejridż-Hammana).